# Michael Zorc
Michael Zorc (Dortmund, 1962. augusztus 25. –) német labdarúgó-középpályás. Édesapja, a szintén labdarúgó Dieter Zorc az amatőr válogatottig jutott.